# Réserve comptable
Pour les articles homonymes, voir Réserve.
Les réserves sont des montants situés au passif du bilan d'une entreprise correspondant au cumul des bénéfices des exercices antérieurs (résultats nets de la période, soit bénéfices nets moins pertes nettes) qui n'ont été : 
- ni redistribués aux propriétaires de l'entreprise (dividendes, rachats d'actions) ;
- ni intégrés dans son capital ;
- ni laissés en report à nouveau pour affectation ultérieure.

## Enjeux des réserves comptables
Les réserves contribuent à créer une marge de sécurité financière pour l'entreprise et surtout participent à son autofinancement pour faire de nouveaux investissements permettant de développer ses activités.
Le terme « réserves » pourrait faire penser que cet argent est disponible à tout moment, alors qu'il a peut-être déjà été investi ou dépensé pour le financement de l'entreprise.

## Caractéristiques des réserves comptables
Dans le plan comptable français, les réserves sont comptabilisées dans un compte de classe 1 (comptes de capitaux).

## Réserve légale
Dans une société anonyme de droit français, la société doit prélever 5 % de son bénéfice distribuable pour l’affecter à cette réserve, et ce jusqu’à ce que la réserve légale atteigne 10 % du capital social.
La part de réserves dépassant ce seuil de 5 % fait partie, sauf clauses statutaires contraires, des réserves distribuables. 